# القدرة الكلية

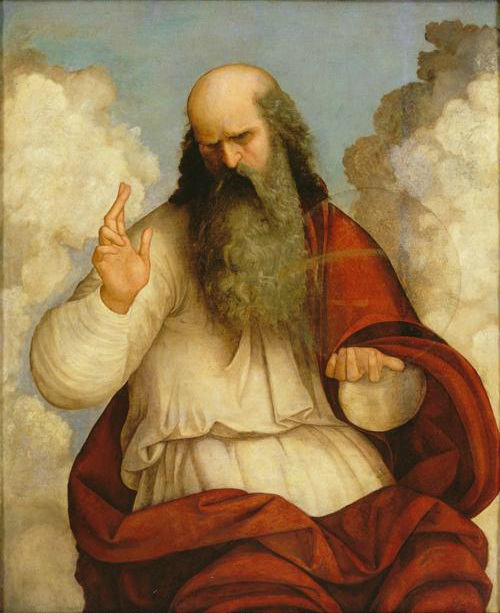

القدرة الكلية (من (باللاتينية: Omni Potens)‏: «كلي القدرة») هي القدرة غير المحدودة. تقصر الأديان التوحيدية عامة القدرة الكلية على الإله الذي تعبده. ففي الفلسفات التوحيدية للأديان الإبراهيمية تُعد «كلية القدرة» إحدى صفات الإله إلى جانب اتصافه بالعلم اللانهائي، والحضور في كل مكان، والإحسان المطلق.

## المعاني
استُعمل مصطلح «القدرة الكلية» للإشارة إلى عدد من المراتب المختلفة. وتتضمن هذه المراتب على سبيل المثال لا الحصر ما يلي:
1. قدرة الإله على فعل كل ما يريد.[1]
2. الإله قادر على فعل كل ما يتناسب مع طبيعته (ومن ثَمّ على سبيل المثال، إذا كان الاتصاف بقول الحق قضية شرطية للإله فإن هذا يعني أنه غير قادر على الكذب).
3. افتراض أن من صفات الإله عدم التناقض مع ذاته وأنه يصبح متناقضًا إن فعل ما يخالف قوانينه الخاصة إلا إذا كان هناك سبب لذلك.[2]
4. الإله قادر على فعل أي شيء يتناسب مع العلم اللانهائي الذي يتحلى به ومن ثمّ مع مشيئته للكون.
5. كل فعل في الكون إنما هو «في الحقيقة» من فعل الإله وذلك إما لكونه ذاتي الحلول أو لأنه لا يقع في الكون إلا ما «يؤيده» الإله أو «يسمح» به.

ووفقًا للعديد من التعريفات الفلسفية للإله فإن المعاني الثاني والثالث والرابع أعلاه قد تتطابق. إلا أنه وفقًا لجميع تفسيرات فهم القدرة الكلية، فهناك اعتقاد أن الإله يستطيع التدخل في تدبير الكون بما يخالف قوانين الطبيعة لأن هذه القوانين ليست جزءًا من طبيعته ولكنها المبادئ التي خلق العالم المادي وفقًا لها. إلا أن بعض الباحثين المعاصرين (مثل جون بولكين هورن) يعتقد أنه من طبيعة الإله ألا يناقض نفسه وأنه سيصبح مناقضًا لنفسه إن فعل ما يخالف سننه إلا عند وجود سبب قوي لذلك.
وكلمة «القدرة الكلية» مشتقة من المصطلح اللاتيني Omni Potens والتي تعني القادر على كل شيء وليس القوة غير المحدودة كما قد يوحي المصطلح الإنجليزي. وكان هذا الوصف يُطلق على كل من الآلهة والأباطرة الرومان. فباعتبار الإمبراطور صاحب «القوة المطلقة»، فلم يكن غريبًا من النبلاء أن يحاولوا أن يثبتوا للشعب أن إمبراطورهم قادر على كل شيء وذلك من خلال بيان كفاءته في قيادة الإمبراطورية.

### تعريف المصطلح في الفلسفة المسيحية الوسطى
أقر توما الأكويني بصعوبة فهم قوة الإله. فكتب يقول: 
«الجميع يقر بأن الله قادر على كل شيء…ولكن يبدو أنه من الصعب بيان العناصر التي تتشكل منها قدرة الله الكلية.»
وفي إطار الفلسفة المسيحية في القرون الوسطى فإن القدرة الكلية لا تتنافى مع وجود بعض الحدود أو القيود. والقضية التي تُعتبر حقيقية بالضرورة هي القضية التي يُعد نفيها تناقضًا مع الذات. 
«يعترض البعض أحيانًا قائلين إن هذا الجانب من جوانب القدرة الكلية ينطوي على تناقض بأن الله لا يستطيع فعل كل ما يقدر على فعله؛ إلا أن هذه حجة سفسطائية؛ فليس من التناقض التأكيد على أن الله يمكنه إدراك كل ممكن إلا أنه لا توجد احتمالات متحققة تستنفد قدرته. فالقدرة الكلية قوة تامة وخالصة من أي قدرة تُعد مجرد قوة كامنة. ولهذا فبالرغم من أن الله لا يحقق في الواقع كل ما يقدر على تحقيقه، فيجب ألا نعتقد أن قدرته على الفعل تمر بعدد من المراحل المتتالية قبل أن يظهر أثرها. ففعل الله بسيط وأزلي ليس فيه تطور ولا تحول. والانتقال من الإمكانية إلى الفعل الحقيقي أو من الفعل إلى الإمكانية من شأن المخلوقات فقط. فعندما يُقال إن الله يستطيع أو كان يستطيع فعل شيء ما؛ فيجب ألا نفهم هذا الكلام بنفس المعنى الذي نفهمه به عند الكلام عن المخلوقات، ولكن على أنها تعني القوة غير المحدودة التي لا تتغير والتي لا يحد مفعولها إلا إرادة الله العليا».

## كتابات أخرى
- Augustine, City of God and Christian Doctrine
- C.S. Lewis, The Problem of Pain
- Charles Hartshorne, Man's Vision of God
- Plato, Sophist
- Tertullian, Against Praxeas
- Thomas Aquinas, Summa Theologica

## وصلات خارجية
- Stanford Encyclopedia of Philosophy entry
- "Does God Observe the Law of Contradiction? ... Should We?" تأليف ريتشارد برات، أستاذ دراسات العهد القديم في معهد Reformed Theological Seminary
- Omnipotence and Free Will in Judaism